# Lispocephala longisetosa
Lispocephala longisetosa är en tvåvingeart som beskrevs av Hardy 1981. Lispocephala longisetosa ingår i släktet Lispocephala och familjen husflugor. Inga underarter finns listade i Catalogue of Life.